# Si maxil·lar
El si maxil·lar o antre de Highmore és una de les cavitats que conformen els sins paranasals en la cara, d'ells és la cavitat més gran i té forma piramidal. Es localitza en l'os maxil·lar superior, un a cada costat de la cara i està recobert de mucosa que, quan s'inflama o infecta, causa una sinusitis. El si maxil·lar està innervat per branques del nervi maxil·lar.

## Característiques
El si maxil·lar es localitza en l'os maxil·lar a cada costat de les fosses nasals i per sota de l'òrbita ocular.
La paret superior del si correspon amb la base de l'òrbita, la paret anterior és la cara facial del maxil·lar superior per on passa el nervi orbitari inferior. La paret posterior són els canals alveolars i correspon amb la cara anterior de la fossa infra-temporal i es relaciona amb la fossa pterigo-palatina i el seu contingut: l'artèria maxil·lar interna, gangli esfeno-palati i branques del nervi trigemin. La cara medial és principalment cartílag, relacionant-se amb l'os etmoide i el cornet inferior. La base del si maxil·lar es relaciona amb els alvèols dentaris del segon premolar i primer molar.

## Imatges addicionals

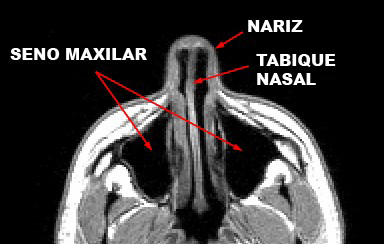
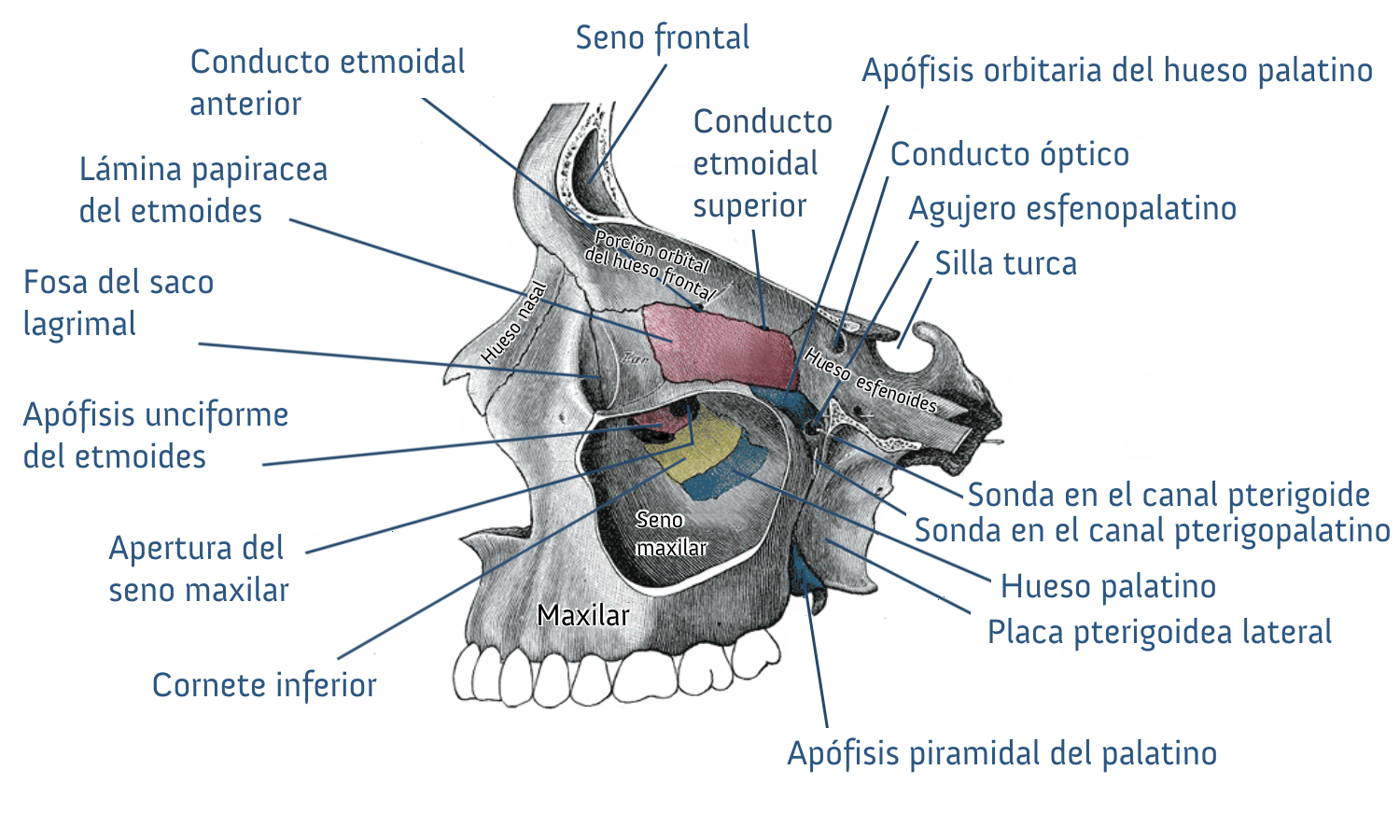
Cara medial de l'òrbita esquerra.
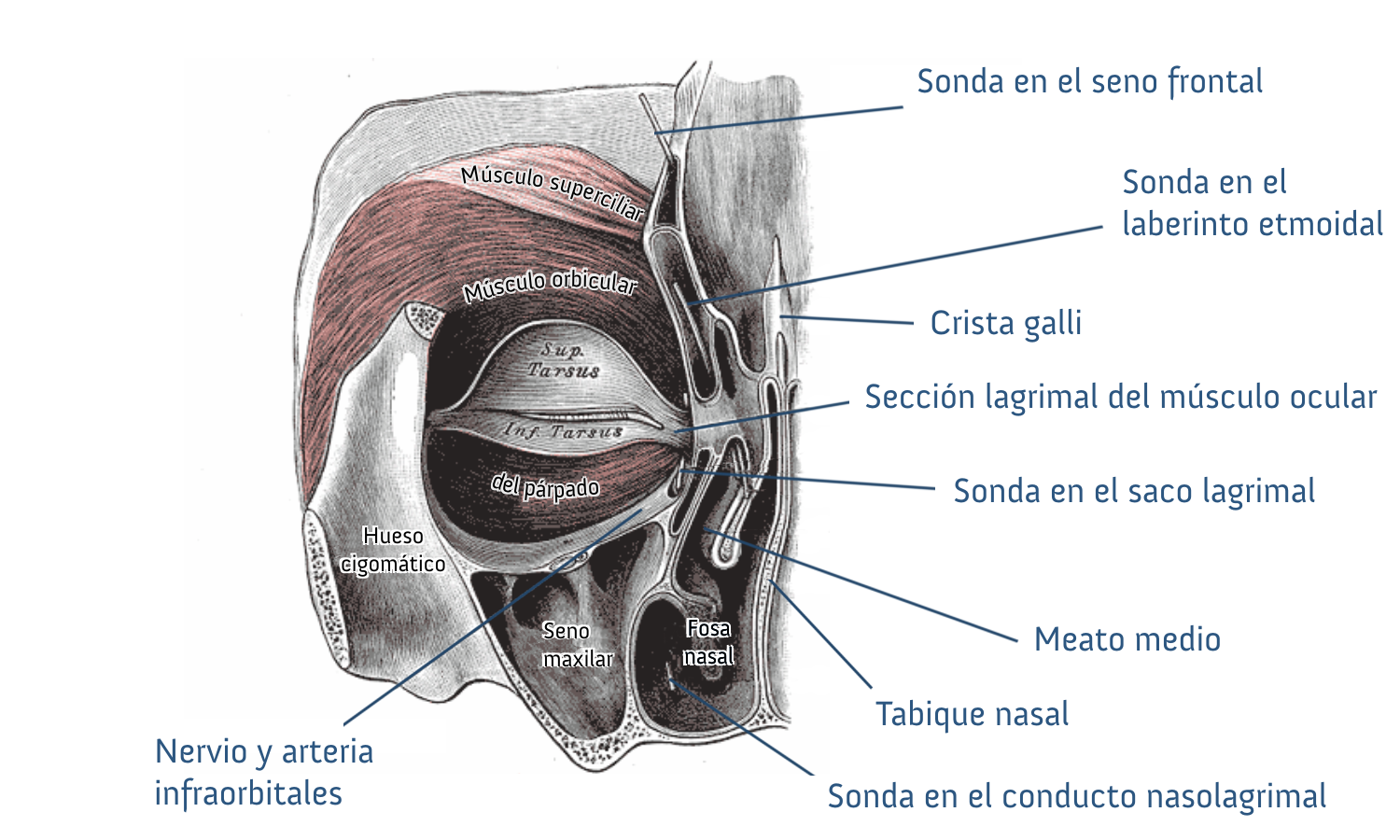
Òrbita ocular esquerra, vista posterior.
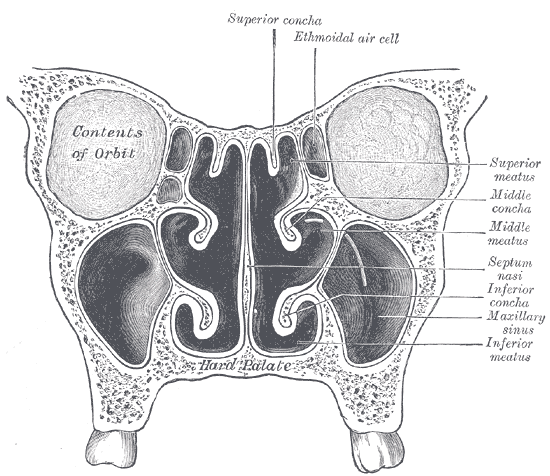
Secció de les fosses nasals.
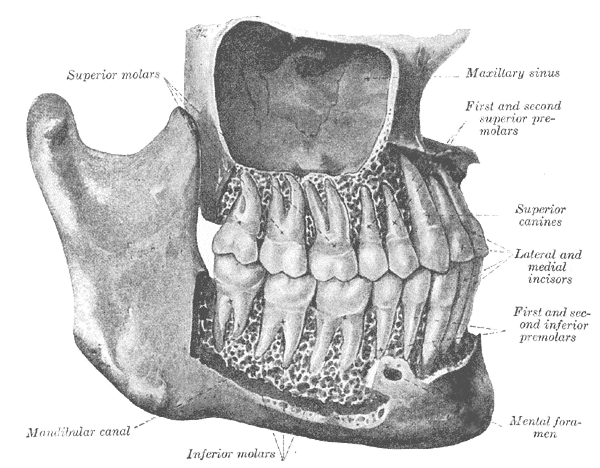
Les dents i la seva relació amb el si maxil·lar.